# Pierwoszyńskie Pustki
Pierwoszyńskie Pustki (deutsch Kreftsfelde, bis 1881 Abbau Pierwoschin; kaschubisch Pierwòszińsczé Pùstczi) ist eine Wüstung auf dem Gebiet der Landgemeinde Kosakowo im Powiat Pucki der Woiwodschaft Pommern in Polen. 

## Geographie
Der Ort liegt in Pommerellen und Kaschubien auf der Kępa Oksywska (Oxhöfter Kämpe). Die Stadt Puck (Putzig) liegt etwa elf Kilometer nordwestlich und Gdynia (Gdingen) zehn Kilometer südöstlich. Die Zatoka Pucka (Putziger Wiek) der Danziger Bucht ist etwa einen Kilometer entfernt.

## Geschichte
Swantopolk der Große bestätigte dem Kloster Oliva 1235 umfangreiche Schenkungen, zu denen auch das Dorf Pierwoschin gehörte.
Ort und Region kamen nach der Ersten Teilung Polens 1773 an das Königreich Preußen. Kirchort der Katholiken war Oxhöft, evangelische Bürger wurden 1859 von Bohlschau nach Rahmel eingepfarrt. Der Abbau Pierwoschin war ein Wohnplatz der Landgemeinde Pierwoschin im Amtsbezirk Eichenberg. Im Jahr 1881 erfolgte die Umbenennung in Kreftsfelde. Von 1887 bis 1919 gehörte der Ort zum Kreis Putzig in der Provinz Westpreußen des Deutschen Reichs.
Nach Ende des Ersten Weltkriegs wurde das Kreisgebiet mit Kreftsfelde aufgrund der Bestimmungen des Versailler Vertrags, mit Wirkung vom 20. Januar 1920, an Polen abgetreten. Als Teil des Polnischen Korridors gehörte das Gebiet zum Powiat Pucki und wurde im Januar 1927 in den Powiat morski eingegliedert. Durch den Überfall auf Polen 1939 kam das Gebiet des Korridors völkerrechtswidrig an das Reichsgebiet und wurde dem Reichsgau Danzig-Westpreußen zugeordnet. Pierwoszyńskie Pustki wurde beim Ausbau des zivilen Flugplatzes zum Fliegerhorst eingeebnet.
Gegen Ende des Zweiten Weltkriegs besetzte im Frühjahr 1945 die Rote Armee das Kreisgebiet und übergab es an die Volksrepublik Polen. Der Flugplatz wird seitdem durch die Polnische Marine betrieben. Seit 2007 auch zivil genutzt, wird der Flughafen Gdynia-Kosakowo (ICAO: EPOK) derzeit weder von Linien- noch Charterverkehr angeflogen. In den Jahren 1975–1998 gehörte das Gebiet administrativ zur Woiwodschaft Danzig, der Powiat Pucki war in diesem Zeitraum aufgelöst.

## Bevölkerungsentwicklung
- 1905: 8 Einwohner[2]
- 1944: entsiedelt